# Kolcownica świerkowa

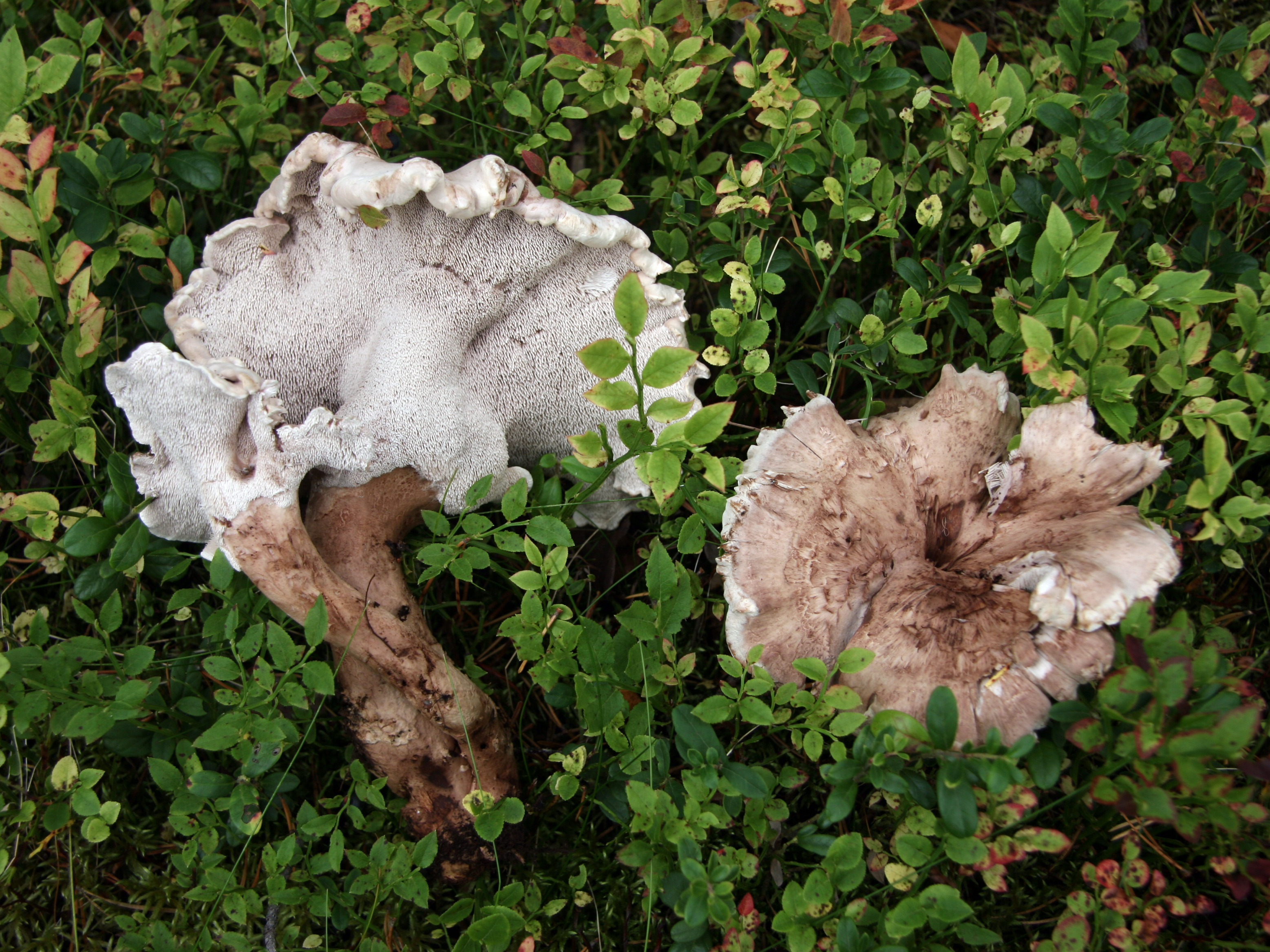

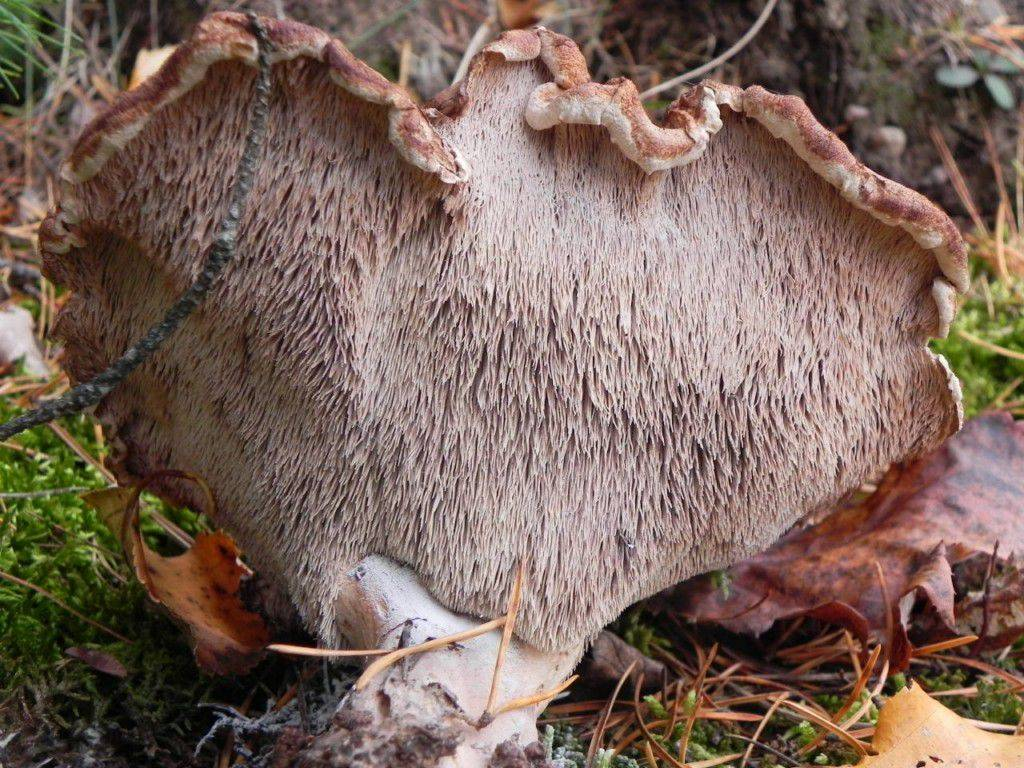

Kolcownica świerkowa (Phellodon violascens (Alb. & Schwein.) A.M. Ainsw.) – gatunek grzybów z rodziny chropiatkowatych (Thelephoraceae).

## Systematyka i nazewnictwo
Pozycja w klasyfikacji według Index Fungorum: Phellodon, Thelephoraceae, Thelephorales, Incertae sedis, Agaricomycetes, Agaricomycotina, Basidiomycota, Fungi.
Po raz pierwszy opisali go w 1815 r. Johannes Baptista von Albertini i Lewis David von Schweinitz, nadając mu nazwę Hydnum violascens. Obecną, uznaną przez Index Fungorum nazwę nadał mu w 2019 r. A.M. Ainsworth.
Ma 9 synonimów. Niektóre z nich:
- Bankera carnosa (Banker) Snell, E.A. Dick & Taussig 1956
- Bankera violascens (Alb. & Schwein.) Pouzar 1955
- Calodon carnosus (Banker) Romagn. 1969
- Phellodon carnosus Banker 1913[2].

Nazwy polskie: kolcownica świerkowa (Władysław Wojewoda 2003), kolcownica fioletowawa (Barbara Gumińska i Władysław Wojewoda 1983), kolczak popielaty (Franciszek Błoński 1890), kolczak wgłębiony (Józef Teodorowicz 1933). Wszystkie te nazwy są niespójne z aktualną nazwą naukową.

## Morfologia
Kapelusz
Średnica 3–10 cm. Początkowo wypukły, potem spłaszczony, w końcu wklęsły. Powierzchnia kutnerowata lub łuskowata, fioletowobrązowa do fioletowoszarej.
Trzon
Wysokość 4–10 cm, średnica 0,5–2 cm, walcowaty lub stożkowaty, centralny, ale czasami ekscentryczny, tej samej barwy co kapelusz, lub nieco ciemniejszy. Czasami górne części sąsiednich trzonów zrastają się z sobą, lub trzon dzieli się na kilka zakończonych małymi kapeluszami. Powierzchnia delikatnie pilśniowata, matowa.
Hymenofor
Kolczasty. Kolce krótkie, o długości do 2 mm, początkowo białawe, potem szare. Kolce zwykle zbiegają po trzonie.
Miąższ
Miękki, niestrefowany, białawy z różowofioletowym nalotem, w trzonie ciemniejszy, o barwie od brązowej do purpurowobrązowej.
Cechy mikroskopowe
Zarodniki kuliste, drobnokolczaste, szkliste, w masie białe.
Gatunki podobne
Podobne są niektóre inne gatunki Phellodon (korkoząb) i Hydnellum (kolczakówka). Kolcownica świerkowa odróżnia się od nich m.in. niestrefowanym miąższem.

## Występowanie
Kolcownica świerkowa występuje w Ameryce Północnej i Europie. W Europie najliczniejsze stanowiska podano na Półwyspie Skandynawskim, w pozostałych rejonach występuje w rozproszeniu, brak jej na Bałkanach i we Włoszech. W Polsce W. Wojewoda w 2003 r. przytacza 7 stanowisk podanych w latach 1890–2002. Bardziej aktualne stanowiska podaje internetowy atlas grzybów. Znajduje się na Czerwonej liście roślin i grzybów Polski. Ma status E – gatunek wymierający, którego przeżycie jest mało prawdopodobne, jeśli nadal będą działać czynniki zagrożenia. Znajduje się na czerwonych listach gatunków zagrożonych także w Niemczech, Danii, Estonii, Szwecji, Wielkiej Brytanii.
Grzyb naziemny występujący w lasach iglastych, wśród mchów pod świerkami. Owocniki wytwarza zazwyczaj od sierpnia do października.